# Moral Distraída
Moral Distraída es una banda chilena fundada en 2010 que fusiona la música urbana y la música tropical.

## Historia y carrera musical
La banda fue fundada por Abel Zicavo, Camilo Zicavo y Amaru López en 2010, luego de que se conocieran gracias a su participación en la obra de teatro El Gran Bang. El grupo grabó un par de discos EP iniciales: La Moral Distraída en 2011 y Basado en la vida real en 2012, que contienen los primeros e incipientes éxitos Dame ron y Lais, mientras la banda daba a conocer su sonido en vivo en fiestas y escenarios santiaguinos.
Tras los dos EP iniciales, Moral Distraída debutó en el formato de larga duración con Moral Distraída en 2014, un disco del que se desprenden canciones como La pieza de al lado, El Menú, Punto final, Mango con Petazetas y Pégate. 
En 2016, el sencillo Sencillo fue la antesala de un tercer EP, Hacerlo de día, que impactó a su vez con los éxitos Hacerlo de día, Qué pasará y Recreo, y que la banda coronó en noviembre de 2016 con un concierto en un Teatro Caupolicán copado de público.
En 2017 lanzan los sencillos Probarlo todo y Canción bonita, un adelanto de lo que sería su disco Qué cosa es el amor, de 2018. 
El 25 de enero de 2018, Moral Distraída se presentó en la primera jornada del XLIX Festival del Huaso de Olmué, emitido por Televisión Nacional de Chile. Dos días después, el grupo se presentó en la 5.ª edición de la Cumbre del Rock Chileno y posteriormente en Lollapalooza Chile. 
En octubre de 2018 sacaron a la luz su segundo álbum: Qué cosa es el amor, que incluye canciones previamente lanzadas, como: Probarlo todo, La Funa (con Joe Vasconcellos), Canción Bonita y Quédate Acá, además de nuevas canciones como el sencillo Orgullo y otras como Promesas, Anonito, Los Hombres no Lloran, Mermelada de Hermanos, Final de la Fiesta, que fue también renovado, la remasterización de Mango con petazetas y Canción Bonita Remix junto al brasileño Emicida y el colombiano Jiggy Drama.
Tras el lanzamiento del EP Si las molestias persisten acudir a médico especialista el 12 de junio de 2020, la banda anunció una colaboración junto a la cantante Denise Rosenthal y el dúo Los Vásquez titulada «Rico rico».
El 19 de abril de 2022 la banda comunica por sus redes sociales la salida de sus vocalistas Camilo y Abel Zicavo y del baterista Amaru López tras 12 años de carrera con el fin de poder dedicarle tiempo a su nueva banda "Plumas", junto a esto se agendó una despedida a los integrantes en el Club Chocolate el 29 de mayo. Pese a esto la banda comunicó que seguirán unidos pero con nuevos integrantes.[cita requerida]

## Miembros

### Actualmente
- Mauricio Campos - Guitarra, tres y coros
- Eduardo 'WALY', Rubio - Bajo y coros
- Guillermo Scherping - Coros, guitarra acústica, Percusión
- Sebastián Abraham - Teclados y Sintetizador
- Javier Ramos - Trombón
- Juan 'Peter', Contreras - Trombón
- Álvaro 'Rulo' León - Congas y percusiones..

### Miembros anteriores
- Camilo Zicavo - Voz y coros
- Abel Zicavo - Voz, coros y tres cubano
- Amaru López - Batería

## Discografía

### Álbumes
- 2014: Moral Distraída
- 2018 Qué cosa es el amor

### EP
- 2011: La Moral Distraída
- 2012: Basado en la vida real
- 2016: Hacerlo de día
- 2020: Si las molestias persisten acudir a médico especialista

## Sencillos
| Año                                                                    | Título                                                          | Máxima posición | Álbum                                                   |
| Año                                                                    | Título                                                          | CHI             | Álbum                                                   |
| ---------------------------------------------------------------------- | --------------------------------------------------------------- | --------------- | ------------------------------------------------------- |
| 2014                                                                   | «Mango con petazetas»                                           | 98              | Moral distraída                                         |
| 2014                                                                   | «La pieza de al lado»                                           | —               | Moral distraída                                         |
| 2014                                                                   | «Punto final»                                                   | —               | Moral distraída                                         |
| 2015                                                                   | «Pégate»                                                        | —               | Moral distraída                                         |
| 2016                                                                   | «Sencillo»                                                      | 11              | Hacerlo de día                                          |
| 2016                                                                   | «Hacerlo de día»                                                | 45              | Hacerlo de día                                          |
| 2016                                                                   | «Que pasará»                                                    | —               | Hacerlo de día                                          |
| 2016                                                                   | «Recreo»                                                        | 148             | Hacerlo de día                                          |
| 2017                                                                   | «Probarlo todo»                                                 | 124             | Qué cosa es el amor                                     |
| 2017                                                                   | «Canción bonita»                                                | 59              | Qué cosa es el amor                                     |
| 2017                                                                   | «La funa»                                                       | 198             | Qué cosa es el amor                                     |
| 2018                                                                   | «Canción bonita remix»                                          | 180             | Qué cosa es el amor                                     |
| 2018                                                                   | «Orgullo»                                                       | 81              | Qué cosa es el amor                                     |
| 2018                                                                   | «Quédate acá»                                                   | 157             | Qué cosa es el amor                                     |
| 2018                                                                   | «Promesas»                                                      | 186             | Qué cosa es el amor                                     |
| 2018                                                                   | «Los hombres no lloran»                                         | 163             | Qué cosa es el amor                                     |
| 2018                                                                   | «Mermelada de hermanos»                                         | 151             | Qué cosa es el amor                                     |
| 2018                                                                   | «Mango con petazetas» (refrito)                                 | 169             | Qué cosa es el amor                                     |
| 2019                                                                   | «Orgullo» (remix) (con Miss Bolivia)                            | —               | Sin álbum                                               |
| 2019                                                                   | «Sin Wifi» (con Liricistas & Utopiko feat. Guille Scherpping)   | —               | Sin álbum                                               |
| 2019                                                                   | «Nada que hacer» (con Ceaese)                                   | —               | Sin álbum                                               |
| 2019                                                                   | «Desangrar» (con Manuel García)                                 | —               | Sin álbum                                               |
| 2020                                                                   | «Estrechez de corazón» (versión Timba) (con Combo con Clase)    | —               | Sin álbum                                               |
| 2020                                                                   | «Hacerlo de día» (versión salsa) (con Boris Silva y Ezio Oliva) | —               | Sin álbum                                               |
| 2020                                                                   | «Chillán» (remix) (con Vicente Cifuentes)                       | —               | Sin álbum                                               |
| 2020                                                                   | «Sin Wifi» (Remix)                                              | —               | Sin álbum                                               |
| 2020                                                                   | «Chaleco bomba»                                                 | —               | Si las molestias persisten acudir a médico especialista |
| 2020                                                                   | «Rico rico» (con Los Vásquez y Denise Rosenthal)                | —               | Sin álbum                                               |
| "—" significa que la canción no fue lanzada o no apareció en la lista. |                                                                 |                 |                                                         |